# José María Varela Rendueles
José María Varela Rendueles (Madrid, 1904 - La Coruña, 20 de diciembre de 1986) fue un abogado, político y empresario español, gobernador civil de la provincia de Sevilla en el momento del golpe de Estado de julio de 1936.

## Biografía
Valera Rendueles funcionario del gobierno civil de Vizcaya y desde marzo de 1930 de Pontevedra.  Militante de Acción Republicana, fue nombrado gobernador civil de Guipúzcoa el 30 de diciembre de 1931, pasando a ser gobernador civil de Murcia el 17 de agosto de 1932. Cuando en mayo de 1934 se constituyó la organización Izquierda Republicana de Pontevedra, Varela fue nombrado secretario. Con la victoria del Frente Popular, el 22 de febrero de 1936 fue nombrado gobernador civil de Vizcaya, y desde el 24 de mayo de 1936 fue gobernador de Sevilla.
Cuando en julio de 1936 se produce el golpe militar, Varela se encuentra al frente del gobierno civil de Sevilla desde que asumiera el cargo el 24 de mayo. Después de que el general Queipo Llano sublevara a la guarnición la tarde del 18 de julio, Varela intentó resistir el golpe en el gobierno civil junto a otras autoridades, como el jefe de los guardias de Asalto, el comandante José Loureiro. También intentó, sin éxito, que el jefe de la base aérea de Tablada bombardeara a las fuerzas sublevadas. No obstante, rechazó en repetidas ocasiones las peticiones del líder del PCE sevillano, Saturnino Barneto, para que entregase armas a la población y poder resistir así el golpe. Después de que los sublevados disparasen un cañonazo contra el gobierno civil, Varela llamó por teléfono a Queipo de Llano y acordó la rendición a cambio de que se respetara su vida. Tras ser hecho prisionero, Varela fue enviado a la prisión provincial junto a otros como el alcalde, Horacio Hermoso, o el presidente de la diputación, José Manuel de Puelles.
Fue interrogado por el capitán Manuel Díaz Criado, nombrado por Queipo de Llano delegado militar gubernativo de Andalucía y Extremadura con poderes ilimitados. Díaz Criado inició su interrogatorio de esta forma: «Ante todo, lamento que hasta ahora no haya sido usted fusilado. Por mi gusto vestiría de luto su familia».
Fue juzgado en consejo de guerra y condenado a muerte, aunque la sentencia fue reducida a 30 años de prisión.
En sus memorias (Rebelión en Sevilla. Memorias de su gobernador rebelde, páginas 92-94) justificó su actuación el 18 de julio de 1936, día en que se produjo el levantamiento de la guarnición sevillana al mando del general Queipo de Llano, alegando que confió «en la verdad ajena y en la ajena lealtad». «Si se nos decía: —Yo acato la República. —Yo estoy dispuesto a servir a la República. —Tiene usted mi palabra de que seré leal a la Republica. Esa tenía que ser la verdad y no cabía dudar de ella... Aun sabiendo como se sabía que se conspiraba en los cuarteles, se mantenía la confianza en el Ejército... ¿Con qué derecho poner en duda la fidelidad de la palabra empeñada por unos hombres que hacen culto al honor y sagrado el empeño de cumplirla? ¿No sería ofensiva insensatez, culpable provocación, todo asomo de desconfianza?». «Todavía en aquella tarde de julio de 1936, el coronel Mateos y yo nos creíamos hombres de paz, en una España deseosa de ella, leales a nuestras promesas, creyentes en la existencia del mismo espíritu pacífico en los otros y atribuyendo idéntica lealtad a los demás hacia el régimen a cuyo servicio, por nuestra libre voluntad nos hallábamos».

## Obras
- Rebelión en Sevilla: memorias de su gobernador rebelde. Sevilla: Servicio de Publicaciones del Ayuntamiento, 1982.
- Ventana en viaje, 1985.
- El Yo escrito en mi árbol, 1987.